# Impressions de France
Impressions de France is een attractie in het Amerikaanse attractiepark Epcot, die geopend werd op 1 oktober 1982. Het is een film die verschillende impressies laat zien van het land Frankrijk, daarbij gebruikmakend van vijf aaneengrenzende schermen, waardoor een kijkhoek van 220° ontstaat.

## Beschrijving
Het concept van Impressions de France bestaat uit het tonen van verschillende beelden (impressies) van Frankrijk, begeleid door muziek van bekende Franse componisten, waaronder: de Syrinx van Debussy, verschillende fragmenten uit Le Carnaval des Animaux van Saint-Saëns, het fragment Rondeau (allegro agitato) uit het Concerto in C voor harp en orkest van Boieldieu, het fragment Nuages uit de Nocturnes van Debussy, verschillende fragmenten uit de Gaîté Parisienne van Offenbach, het fragment Lever du jour uit de suite van Daphnis et Chloé van Ravel, het fragment Clair de Lune uit de Suite bergamasque van Debussy, Trois Gymnopedies#1 van Satie, het fragment Fanfare uit La Peri van Dukas en verschillende fragmenten uit de derde symphonie van Saint-Saëns. Deze verschillende stukken werden aan elkaar geschreven door Buddy Baker, die zelf ook enkele stukken voor de film schreef.
Gasten betreden de attractie via de voorgevel in het Franse paviljoen van Epcot, die toegang geeft tot een wachtruimte. In de wachtruimte zijn verschillende Franse attributen te vinden, waaronder een replica van een waterspuwer van de Notre-Dame van Parijs. Voor aanvang van de film, houdt een medewerker een introductiepraatje en somt daarin enkele aanwijzingen op voor de gasten. Daarna gaan de deuren open en kunnen gasten de filmzaal betreden. Wederom houdt een medewerker een praatje met daarin enkele aanwijzingen; vervolgens start deze medewerker de film en opent het filmdoek zich.
De film begint met de woorden Impressions de France in beeld. Achtereenvolgens worden in de film de volgende locaties getoond (in volgorde van verschijnen): de kliffen van Étretat, het Marais Poitevin, het kasteel van Chenonceau, het terrein rondom het kasteel van Cheverny, het kasteel van Chambord, Vézelay met haar basiliek, Riquewihr, de markt van Beuvron-en-Auge, de wijngaarden van Monbazillac, een grot in Cognac, het kasteel en de tuinen van Versailles, het kasteel van Beynac, het kasteel van Montpoupon, La Roque-Gageac, wederom het kasteel van Montpoupon, een Bugatti-racecircuit in Cannes, het kasteel van Chaumont-sur-Loire, Rocamadour, de Franse Alpen, Chamonix-Mont-Blanc, de haven van La Rochelle, de zee nabij Bretagne, de stranden van Normandië, Mont Saint-Michel, de Notre-Dame-de-Penhors in Pouldreuzic, wederom de kliffen van Étretat, Bonifacio, Villefranche-sur-Mer, de kliffen van Calanque, verschillende scènes in Cannes, Chapeauroux, het Gare du Nord, de Champs-Élysées, de Seine in Parijs, de Notre-Dame van Parijs, het Louvre, de Eiffeltoren, wederom de kliffen van Étretat, wederom Chamonix, wederom het kasteel van Chambord en wederom de Franse Alpen, met uiteindelijk wederom de Eiffeltoren.

## Trivia
- De film is geregisseerd door Rick Harper en geproduceerd door Bob Rogers. De vertelstem is ingesproken door Claude Gobet.

Walt Disney World Resort · Lijst van attracties in Epcot · Fountain of Nations · afbeeldingen